# Weingartia breviflora
Weingartia breviflora ist eine Pflanzenart in der Gattung Weingartia aus der Familie der Kakteengewächse (Cactaceae). Das Artepitheton breviflora leitet sich von den lateinischen Worten brevis für ‚kurz‘ sowie -florus für ‚-blütig‘ ab.

## Beschreibung
Weingartia breviflora wächst einzeln oder oft auch sprossend mit abgeflacht, im Alter zylindrisch bis keulenförmigen, bräunlich grünen bis dunkelgrünen Körpern. Diese erreichen bei Durchmessern von 5 bis 6 Zentimetern Wuchshöhen von bis zu 10 Zentimetern und besitzen eine lange Rübenwurzel. Die Rippen sind deutlich in Höcker gegliedert. Die darauf befindlichen Areolen sind elliptisch und grau. Die bis zu vier abstehenden Mitteldornen, die auch fehlen können, sind 0,3 bis 1 Zentimeter lang. Die kammförmig angeordneten 10 bis 16 Randdornen liegen an der Körperoberfläche an und greifen ineinander. Sie sind steif, nadelförmig, grau bis weißlich und sind 0,2 bis 1,5 Zentimeter lang.
Die hell- bis dunkelgelben Blüten sind 2 bis 3 Zentimeter lang und besitzen ebensolche Durchmesser. Die grünlichen bis rötlichen Früchte weisen einen Durchmesser von 4 bis 5 Millimeter auf.

## Verbreitung, Systematik und Gefährdung
Weingartia breviflora ist im bolivianischen Departamento Cochabamba in Höhenlagen zwischen 2000 und 2800 Metern verbreitet.
Die Erstbeschreibung als Sulcorebutia breviflora wurde 1966 durch Curt Backeberg veröffentlicht. Fred Hermann Brandt stellte die Art 1978 in die Gattung Weingartia. Weitere nomenklatorische Synonyme sind Rebutia breviflora (Backeb.) D.R.Hunt (2002) und Weingartia breviflora (Backeb.) Hentzschel & K.Augustin (2008).
In der Roten Liste gefährdeter Arten der IUCN wird die Art als „Least Concern (LC)“, d. h. als nicht gefährdet geführt.

## Nachweise